# کلودیا کاردیناله
کلودیا کاردیناله (ایتالیایی: Claudia Cardinale؛ ‏ ایتالیایی: [ˈklaudja kardiˈnaːle]؛ ‏زادهٔ ۱۵ آوریل ۱۹۳۸) با نام اصلی کلود ژوزفین رُز کاردینال (فرانسوی: Claude Joséphine Rose Cardinale‎؛ ‏ فرانسوی: [klod ʒozefin ʁoz kaʁdinal])  بازیگر اهل ایتالیا است که در شماری از برجسته‌ترین فیلم‌های سینمای اروپا در سال‌های دهه ۶۰ و ۷۰ نقش‌آفرینی کرد. هنرنمایی‌های شاخصی همچون روکو و برادرانش (۱۹۶۰) و یوزپلنگ (۱۹۶۳) هر دو اثر لوکینو ویسکونتی، فشنگ (۱۹۶۳) فیلمی از فیلیپه د بروکا، هشت‌ونیم (۱۹۶۳) کاری از فدریکو فلینی و حماسهٔ سرجیو لئونه به نام روزی روزگاری در غرب در کارنامه سینمایی او به چشم می‌خورد. اکثر فیلم‌های کاردیناله ایتالیایی یا فرانسوی هستند.
سخنان بی‌پرده در مورد حقوق زنان و حقوق همجنس‌گرایان در طول سالیان متمادی موجب شده که وی به عنوان سفیر حسن نیت یونسکو در دفاع از حقوق زنان از مارس سال ۲۰۰۰ انتخاب شود.
در فوریه ۲۰۱۱ مجله لس آنجلس تایمز کاردیناله را در میان ۵۰ زیباترین زنان تاریخ سینما قرار داد.
وی زادهٔ شهر تونس در کشور تونس است. پدرش یک ایتالیایی سیسیلی و مادرش فرانسوی بود. او در سال ۱۹۵۷ در مسابقه‌ای برای «انتخاب زیباترین دختر ایتالیایی ساکن تونس» برنده شد و جایزهٔ کاردیناله شرکت در «جشنواره فیلم ونیز» بود؛ در جشنواره آن همه زیبایی نمی‌توانست نظر ده‌ها تهیه‌کننده و فیلمساز را جلب نکند و او به همین سادگی وارد سینما شد.
کاردیناله در طول چند دهه فعالیت پربار هنری خود جوایز متعددی کسب کرده است، از جمله خرس افتخاری جشنواره بین‌المللی فیلم برلین در سال ۲۰۰۲ به خاطر یک عمر فعالیت هنری. او در سال ۲۰۰۵ زندگینامه خود را تحت عنوان «ستارگان من» به انتشار رساند.

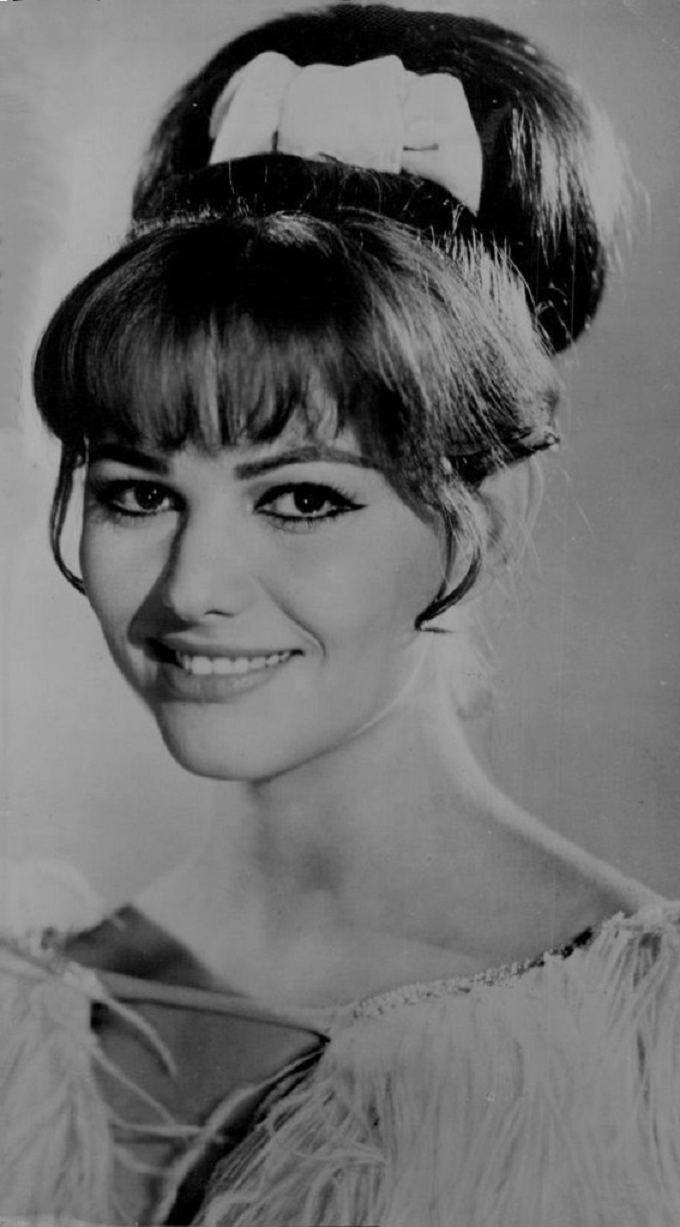
تصویری از کاردیناله در صحنه‌ای از فیلم دنیای سیرک سال ۱۹۶۴

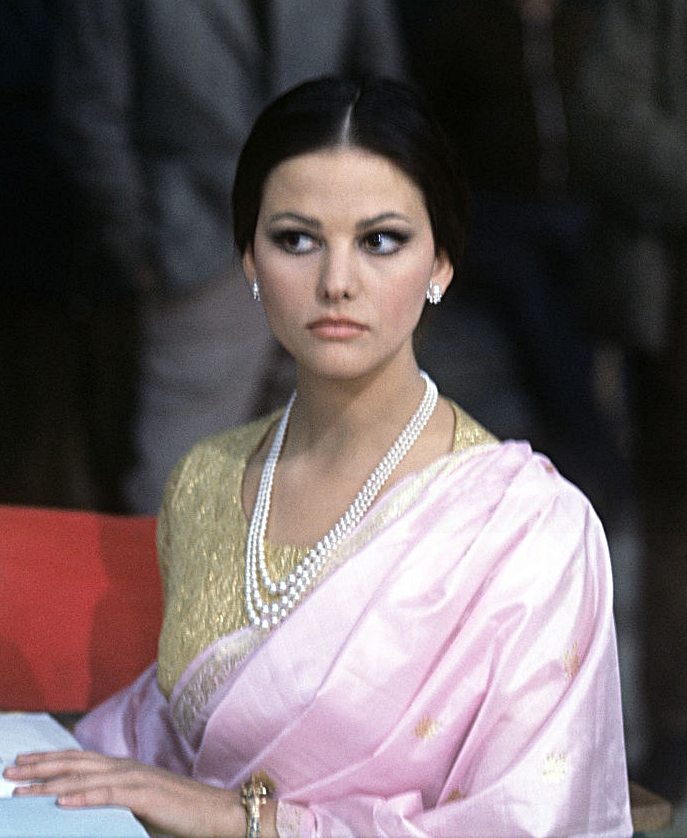
کاردیناله در صحنه‌ای از پلنگ صورتی (۱۹۶۳)

کلودیا کاردیناله در صحنه‌ای از فیلم پاپسی پاپ در سال ۱۹۷۱

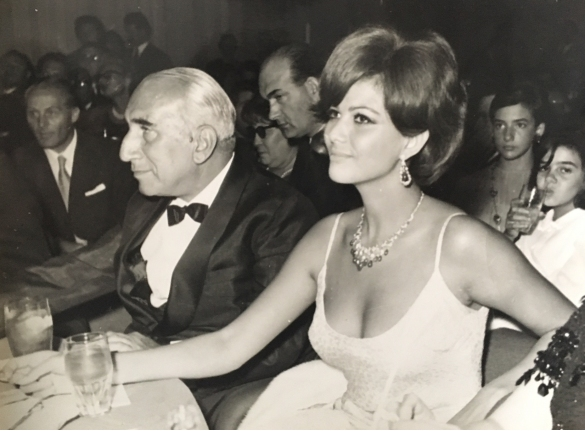
کاردیناله در رقابت‌های «دختر شایسته ایتالیا» در سال ۱۹۶۵

## گزیدهٔ نقش‌آفرینی

### سینما
- حلقه‌های طلا (۱۹۵۶)
- جحا (۱۹۵۸)
- آدم‌های ناشناس (۱۹۵۸)
- سه غریبه در رم (۱۹۵۸)
- حقایق قتل (۱۹۵۹)
- آنتونیوی زیبا (۱۹۶۰)
- روکو و برادرانش (۱۹۶۰)
- راه بدکاران (۱۹۶۱)
- دختری با یک چمدان (۱۹۶۱)
- کارتوش (۱۹۶۲)
- هشت‌ونیم (۱۹۶۳)
- یوزپلنگ (۱۹۶۳)
- پلنگ صورتی (۱۹۶۳)
- بی‌تفاوت‌ها (۱۹۶۴)
- دنیای سیرک (۱۹۶۴)
- بی‌غیرت ارجمند (۱۹۶۴)
- ساندرا (۱۹۶۵)
- چشم‌بند (۱۹۶۶)
- فرمان گم‌شده (۱۹۶۶)
- حرفه‌ای‌ها (۱۹۶۶)
- پری‌ها (۱۹۶۶)
- موج درست نکن (۱۹۶۷)
- جهنم با قهرمانان (۱۹۶۸)
- از همسایه خود بدزد (۱۹۶۸)
- روزی روزگاری در غرب (۱۹۶۸)
- خاطرات یک اپراتور تلفن (۱۹۶۹)
- چادر قرمز (۱۹۶۹)
- ماجراهای ژرار (۱۹۷۰)
- پاپسی پاپ (۱۹۷۱)
- آتش افروزان (۱۹۷۲)
- دسته‌ای از مارسی (۱۹۷۲)
- تابلوی خانواده در صحنه‌ای از زندگی روزانه (۱۹۷۲)
- لیبرا، عشق من (۱۹۷۵)
- ماجرا اینگونه آغاز می‌شود (۱۹۷۵)
- کورلئونه (۱۹۷۸)
- فرار به آتن (۱۹۷۹)
- پوست (۱۹۸۱)
- فیتزکارالدو (۱۹۸۲)
- هدیه (۱۹۸۲)
- ردپای پلنگ صورتی (۱۹۸۲)
- هانری چهارم (۱۹۸۴)
- یک مرد عاشق (۱۹۸۷)
- زمستان ۵۴، ابه پیر (۱۹۸۹)
- نبرد سه پادشاه (۱۹۹۰)
- مایریگ (۱۹۹۱)
- پلاک ۵۸۸ خیابان پارادی (۱۹۹۲)
- پسر پلنگ صورتی (۱۹۹۳)
- بهترین دوست من (۱۹۹۹)
- لوکینو ویسکونتی (۱۹۹۹)
- و هم‌اکنون … خانم‌ها و آقایان (۲۰۰۲)
- خانم انریکا (۲۰۱۰)
- نمایی از عشق (۲۰۱۰)
- افی گری (۲۰۱۴)
- همه راه‌ها به رم ختم می‌شوند (۲۰۱۵)
- شهر یاغی (۲۰۲۰)

### تلویزیون
- عیسی ناصری (۱۹۷۷)
- انقلاب فرانسه (۱۹۸۹)
- قانون... (۲۰۱۶)
- زیبایی زنان (۲۰۱۷)